# AM-855
AM-855是一种有机化合物，分子式C26H38O2，属于AM系列大麻素，可作为镇痛药，是Δ8-四氢大麻酚的衍生物。